# 水元神社 (葛飾区)
水元神社（みずもとじんじゃ）は、東京都葛飾区西水元にある神社。

## 歴史
創建年代は不明である。当地は中世において香取神宮と関係の深い土地柄（荘園）であり、そのころに香取神宮より分霊を勧請したものと推測される。
猿ヶ俣村の鎮守であり、遍照院が別当寺であった。
昭和後期、水元公園造成工事に伴い、旧猿ヶ俣村内にあった浅間神社・熊野神社・吾妻神社・天祖神社を当社境内に移転し、「水元神社」に改称した。

## 交通アクセス
- 金町駅より徒歩39分。